# Чегље
Чегље је насељено место у саставу града Јастребарског у Загребачкој жупанији, Хрватска. До територијалне реорганизације у Хрватској налазило се у саставу бивше велике општине Јастребарско.

## Становништво
На попису становништва 2011. године, Чегље је имало 373 становника.

## Попис1991.
На попису становништва 1991. године, насељено место Чегље је имало 562 становника, следећег националног састава:
| Попис 1991.‍ | Попис 1991.‍ | Попис 1991.‍ | Попис 1991.‍ | Попис 1991.‍ |
| ----------- | ----------- | ----------- | ----------- | ----------- |
|             |             |             |             |             |
| Хрвати      | Хрвати      |             | 557         | 99,11%      |
| Немци       | Немци       |             | 1           | 0,17%       |
| непознато   | непознато   |             | 4           | 0,71%       |
| укупно: 562 |             |             |             |             |